# Planalto (São Paulo)
Planalto es un municipio brasileño del estado de São Paulo. La ciudad tiene una población de 4.463 habitantes (IBGE/2010). Planalto pertenece a la Microrregión de São José do Río Preto.

## Geografía
Su población estimada en 2004 era de 4.014 habitantes.

### Demografía
Datos del Censo - 2010
Población Total: 4.463
- Urbana: 3.766
- Rural: 697
- Hombres: 2.313[5]
- Mujeres: 2.150

Densidad demográfica (hab./km²): 15,38
Mortalidad infantil hasta 1 año (por mil): 19,81
Expectativa de vida (años): 69,24
Tasa de fertilidad (hijos por mujer): 2,56
Tasa de Alfabetización: 84,95%
Índice de Desarrollo Humano (IDH-M): 0,744
- IDH-M Salario: 0,683
- IDH-M Longevidad: 0,737
- IDH-M Educación: 0,812

(Fuente: IPEAFecha)